# Erne
L'Erne (in gaelico Abhainn na hÉirne, in inglese River Erne) è un fiume dell'Irlanda che nasce sul confine fra Repubblica d'Irlanda e Irlanda del Nord, per percorrere verso nord il Fermanagh fino all'Upper Lough Erne, dopo il quale cambia corso verso ovest-nord ovest, immettendosi nel Lower Lough Erne prima di entrare in Donegal e sfociare nei pressi di Ballyshannon. L'Erne è collegato allo Shannon tramite un canale (Shannon-Erne Waterway) che parte dalla contea di Leitrim e confluisce nei pressi di Belturbet.